# Piriformospora indica
Piriformospora indica är en svampart som beskrevs av Sav. Verma, Aj. Varma, Rexer, G. Kost & P. Franken 1998. Piriformospora indica ingår i släktet Piriformospora, ordningen Sebacinales, klassen Agaricomycetes, divisionen basidiesvampar och riket svampar.   Inga underarter finns listade i Catalogue of Life.